# 亥母寺遗址
亥母寺遗址，位于中国甘肃省武威市凉州区，为一个省级文物保护单位，类型为古遗址。
亥母寺遗址的历史年代为西夏。